# Chartreuse de Gidle
La chartreuse de la Compassion-de-la-Vierge-Marie, en latin :  Domus Compassionis Beatæ Mariæ Virginis, en allemand : Mitleiden Mariä, est un ancien monastère chartreux à Gidle, sur les bords de la Varta, au sud de la ville de Plawno, près de Częstochowa en Pologne.

## Histoire
La chartreuse est fondée en 1641 par  Suzanne Oleska, née de Przerembska, veuve de Jean Obieski, grand camérier ou sous-chambellan (Podkomorzy). Elle souffre initialement de l’opposition d’un couvent de dominicains voisin (Basilique de l'Assomption de la Bienheureuse Vierge Marie à Gidle (pl)). Les guerres la réduisent vite à la pauvreté. Elle est soutenue par une souscription des autres maisons de l’Ordre. Mathias Subienski (pl), archevêque de Gniezno  et primat de Pologne, approuve la fondation cartusienne de Gidle par un acte daté du 14 mai 1642, qui est suivi en 1644 de la confirmation signée par Ladislas VII, roi de Pologne.
Vers 1673, on élève une église en bois. À partir de 1687, on commence les constructions en pierre, un grand cloître et des cellules. En 1750 environ, on commence à élever une église en pierre, qui est consacrée en 1767. 
À partir du premier partage de la Pologne en 1772, la maison ne cesse d’être opprimée. Une partie du monastère est déjà employée, en 1809, pour une fabrique de toile et, en 1810, pour une brasserie. Elle est supprimée par les autorités du duché de Varsovie en 1819.

## Prieurs
Le prieur est le supérieur d'une chartreuse, élu par ses comprofès ou désigné par les supérieurs majeurs.
- 1641 : Gaspard Cochelius, originaire de Trèves, profès de Gdańsk, premier recteur de Gidle.
- 1650 : Jean Lubielovski, profès de Gdańsk, reçoit en 1650, le titre de prieur.
- 1670 : Joseph Bogdanowicz, profès de la Grande Chartreuse.
- 1670-1695 : Anthelme Kurty, (†1695)
- 1717 : Georges Bartoch
- 1737 : Joseph Sianiawa devient recteur en 1737.
- ~1750 : François Pasieka
- Adam Grabowski (†1832), dernier prieur de Gidle

## Protection
L'église du monastère est devenu église paroissiale ; Notre-Dame des Douleurs, le clocher et le portail sont classés monuments historiques de Pologne.